# دنيس فان فايك
دنيس فان فايك (بالهولندية: Dennis van Wijk)‏ (16 ديسمبر 1962 بأوستزان في هولندا - ) هو مدرب كرة قدم ولاعب كرة قدم هولندي في مركز الدفاع. لعب مع أياكس أمستردام وباس جيانينا ونادي كلوب بروج ونورويتش سيتي.

## روابط خارجية
- دنيس فان فايك على موقع قاعدة بيانات كرة القدم.إي يو (الإنجليزية)
- دنيس فان فايك على موقع Soccerway.com (الإنجليزية)
- دنيس فان فايك على موقع عالم كرة القدم.نت (الإنجليزية)